# Fremad (parti)
 For alternative betydninger, se Fremad. (Se også artikler, som begynder med Fremad)
Fremad var et dansk værdiliberalt midterparti, der blev stiftet af Simon Emil Ammitzbøll-Bille og Christina Egelund den 7. november 2019 og blev nedlagt den 8. oktober 2020.

## Historie
Ved folketingsvalget 2019 tabte Liberal Alliance 9 af sine hidtidige 13 mandater, og partiformand Anders Samuelsen mistede sit folketingsmandat. Han gik derpå af som formand og pegede på Ammitzbøll-Bille som sin efterfølger. Det samme gjorde den hidtidige gruppeformand Christina Egelund, der heller ikke opnåede genvalg. Ifølge Weekendavisen forsøgte Ammitzbøll-Bille også at gå efter formandsposten, men kunne ikke skabe opbakning til sit kandidatur, og i stedet blev den nyvalgte Alex Vanopslagh valgt til politisk leder.
I de følgende måneder luftede Ammitzbøll-Bille flere gange sin frustration over partiets linje under den nye ledelse. En gruppe hovedbestyrelsesmedlemmer klagede i et brev i efteråret 2019 til ledelsen over hans adfærd, og den 22. oktober 2019 meddelte han, at han havde meldt sig ud af Liberal Alliance.
På lignende vis meldte Christina Egelund sig ud af Liberal Alliance med den begrundelse, at den liberale strømning i partiet, som hun bekendte sig til, var under pres fra en konkurrerende national strømning.
Ammitzbøll-Bille ville efter udmeldelsen ikke svare klart på, om han ville opgive sit mandat, fortsætte som løsgænger, melde sig ind i et andet parti eller starte et nyt. Det fik efter udmeldelsen flere kommentatorer til at spekulere i, om han ville danne et nyt parti sammen med Egelund.
Den 8. oktober 2020 offentliggjorde Simon Emil Amitzbøll-Bille og Christina Egelund at de havde nedlagt partiet. Partiet nåede at indsamle ca. 3.773 underskrifter og der var derfor langt op til det krævede antal vælgererklæringer, som var nødvendige.

## Politik
Partiet havde fem mærkesager og beskrev sig selv som liberalt mht. både økonomi og værdier. Det havde fire erklærede grundværdier: frihed, folkestyre, fællesskab og frisind. Det havde fem politiske mærkesager:
- en konkurrencedygtig økonomi i Danmark
- en mere fair udlændingepolitik
- at tage klimaudfordringer alvorligt
- et stærkt europæisk engagement
- mere personlig frihed

Partiet havde endvidere kortvarigt et tilknyttet ungdomsparti i 2020 kaldet Fremad Ungdom.